# Göteborgs konstmuseum

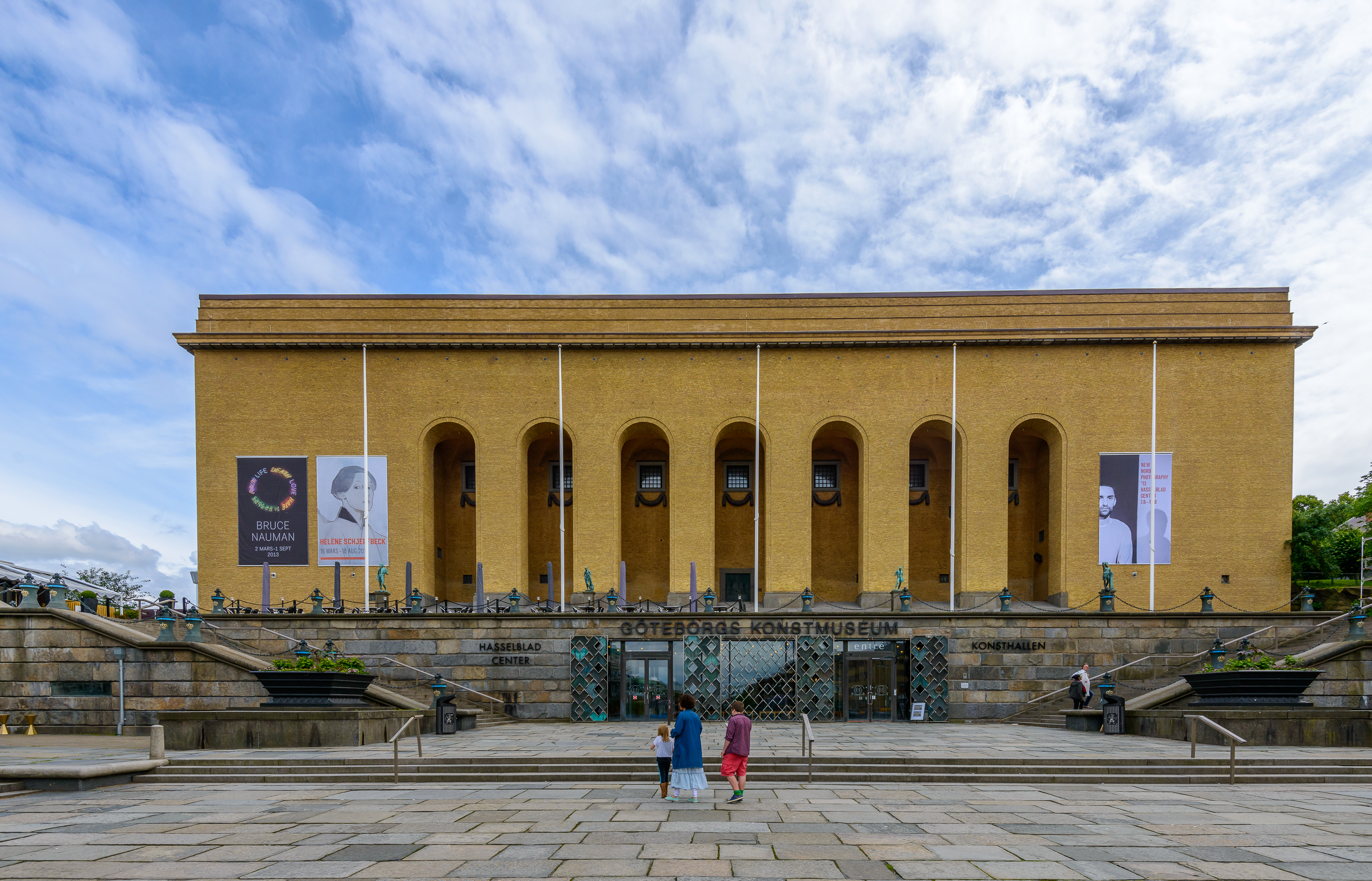
Het museum gezien vanaf Götaplatsen

Het Göteborgs konstmuseum is een museum voor beeldende kunst in de Zweedse stad Göteborg. Het staat aan Götaplatsen, een plein aan het eind van de winkelstraat Kungsportsavenyn.
Het museumgebouw is opgetrokken uit gele 'Göteborgsteen' in neoclassicistische stijl. Architect Sigfrid Ericson bouwde het museum voor de internationale tentoonstelling in Göteborg in 1923, ter gelegenheid van de 300e verjaardag van de stad. Voor die tijd was het in 1861 opgerichte Göteborgs museum gevestigd in het 18e-eeuwse Ostindiska huset (het Oostindisch huis), waar sinds de opsplitsing van de collectie nog steeds het Göteborgs stadsmuseum gevestigd is.

## Collectie
Het Göteborgs konstmuseum heeft werken van Cranach de Jongere, Rubens, Rembrandt, Monet, Rodin, Van Gogh en Picasso. Het is vooral bekend om zijn collectie van Noordse kunst uit het einde van de 19e eeuw en herbergt werken van onder anderen Carl Larsson, Bruno Liljefors, Edvard Munch, Erik Werenskiold, Anders Zorn en P.S. Kröyer. Een deel van deze collectie is ondergebracht in de 'Fürstenbergska galleri', genoemd naar Pontus Fürstenberg (1827-1902) en zijn vrouw Göthilda (1837-1901), kunstverzamelaars te Göteborg, die hun nalatenschap vermaakten aan het Göteborgs museum.

Salome Lucas Cranach II, 1540
Ridder met valk, Rembrandt van Rijn, 1661
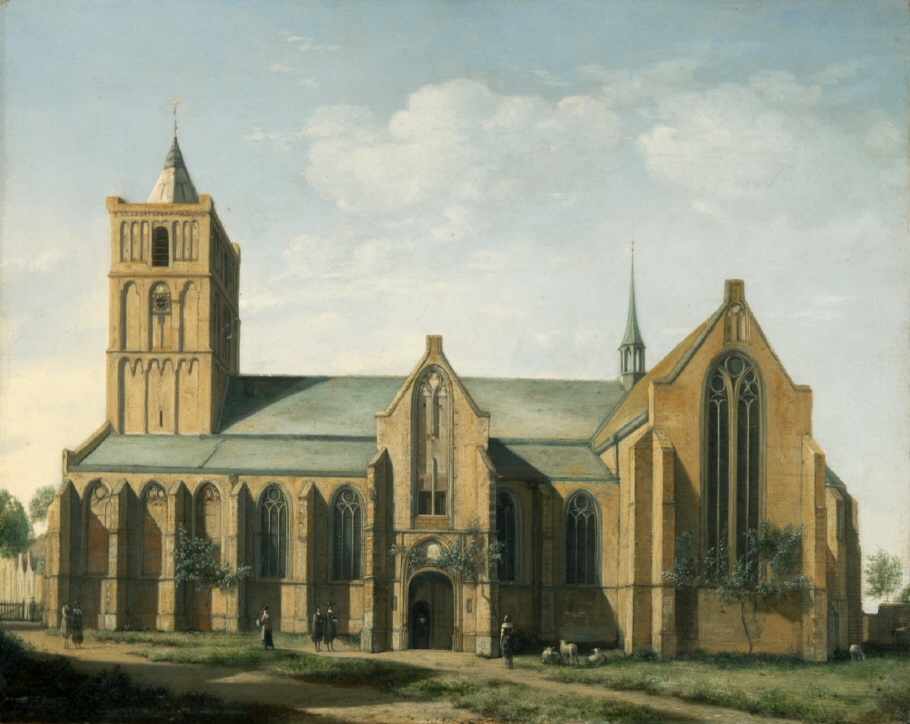
De kerk van Noordwijk Gerrit Berckheyde, 1660
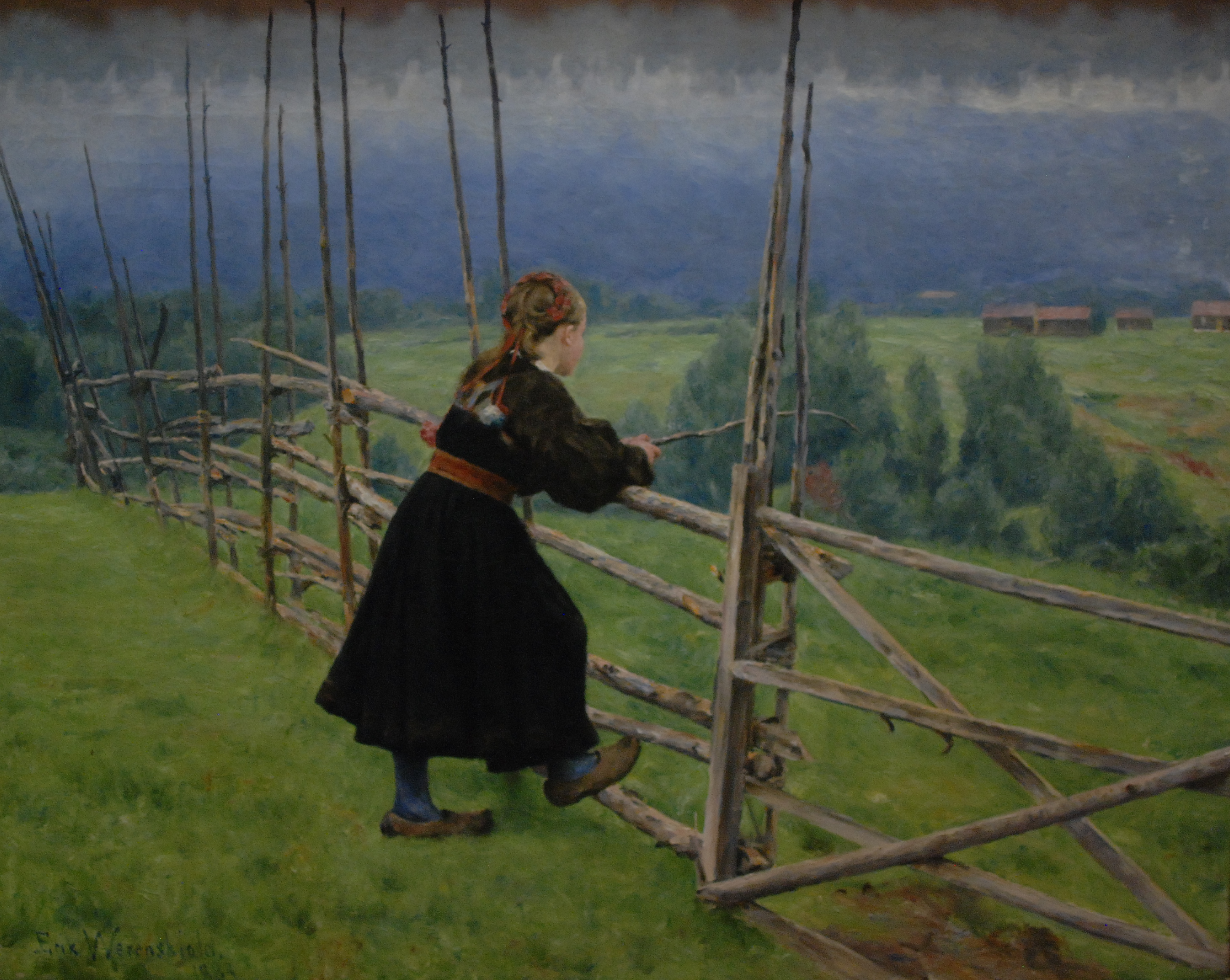
Op de vlakte Erik Werenskiold, 1883
Hiep! Hiep! Hoera! P.S. Krøyer, 1888